# Jean de Trévilles
Jean de Trévilles (1378 - 1445) est un abbé picard, devenu évêque de Trévilles. 
L'on se souvient principalement de lui pour les nombreuses copies qu'il a faites, ou fait faire d'œuvres de la littérature de Grèce antique. On lui doit ainsi des éditions de Lucien de Samosate et de Flavius Josèphe, qui se distinguent par leur qualité, quant à l'établissement du texte. 
Il fut également l'éducateur de Nicolas Coqueret, lui-même fondateur du Collège de Coqueret, où se concrétisera un siècle plus tard, le cercle de la Pléiade. De fait, son influence indirecte sur les poètes de la pleiade a été étudiée, notamment en ce qui concerne la transmission des savoirs antiques. 